# グッドバイからはじめよう
「グッドバイからはじめよう」は、佐野元春の10作目のシングル。1983年3月5日にEPIC・ソニー（現：エピックレコードジャパン）から発売された。

## 概要
1983年4月21日発売ベストアルバム『No Damage (14のありふれたチャイム達)』先行シングル。「モリスンは朝、空港で」はシングルとアルバムでフェイドアウトが異なる。
佐野の祖父の死が歌詞のテーマとされる。ハープとストリングスがフィーチャーされている。
この曲が書かれた時期は高校在学時であり、インタビューで佐野が語ったところによると「情けない週末」「Do What You Like (勝手にしなよ)」「君がいなくちゃ」なども同時期に書いたという。

## 収録曲
- 全作詞・作曲・編曲：佐野元春

1. グッドバイからはじめよう
2. モリスンは朝、空港で